# Rødbyhavn
Rødbyhavn ist ein dänischer Fährhafen am Fehmarnbelt und eine Ortschaft auf der Insel Lolland. Der als Hafen von Rødby gegründete Ort ist Teil der Lolland Kommune in der Region Sjælland.
Er liegt knapp fünf Kilometer südlich von Rødby und rund 20 Kilometer südlich vom Sitz der Lolland Kommune in Maribo. Mit der 150 Kilometer entfernten Hauptstadt Kopenhagen ist Rødbyhavn über Eisen- und Autobahn verbunden. Der Bahnhof des Fährhafens nennt sich Rødby Færge Station.
Die wichtigsten Erwerbsgrundlagen bilden die Fähren nach Puttgarden auf Fehmarn sowie der Hafen und damit verbundene Aktivitäten. Zu den produzierenden Unternehmen gehören eine Schiffswerft und eine Fischfabrik. Ein weiterer großer Arbeitgeber ist das an der Ostsee gelegene Ferienzentrum Lalandia im Westen von Rødbyhavn. Im Rødbygård von 1929 sind verschiedene Verwaltungseinrichtungen untergebracht.

## Geschichte
In die Steinzeit weist der Fund der Geweihaxt von Syltholm.
Bis zum Baubeginn des Hafens im Jahr 1908 gab es in der Gegend am Deich nur einzelne Höfe. Bei Syltholm auf der Außenseite des Deiches, der nach der Sturmflut von 1872 errichtet wurde, wurde im Jahr 1912 ein Fischerei- und Verkehrshafen in Betrieb genommen. Mit der Entstehung einer neuen Siedlung wurde der Ortsname von Syltholm in Rødbyhavn („Rødby Hafen“) geändert. 1916 wurde eine erste Schiffswerft errichtet, die bereits Mitte der 1920er Jahre wieder in Konkurs ging, was dazu führte, dass die Hafenaktivitäten stagnierten. 1920 wurde der Hafen um ein ins Land gebautes Hafenbecken erweitert.
1941 begannen Vorarbeiten zur Errichtung größerer Hafenanlagen, die die Voraussetzung für eine Fährverbindung zwischen Rødbyhavn und Puttgarden schaffen sollten. In den Nachkriegsjahren kamen die Arbeiten zum Stehen und wurden erst 1958 wieder aufgenommen. Am 14. Mai 1963 konnte die Vogelfluglinie schließlich eingeweiht werden. Der Fährbetrieb schuf Arbeitsplätze und zog viele Zuwanderer an, die den Ort auf mehr als das Doppelte anwachsen ließ. Die geplante Feste Fehmarnbeltquerung für den Eisenbahn- und Kraftfahrzeugverkehr soll den Fährverkehr nach Deutschland ergänzen.

## Hafen
Der Hafen befindet sich im Besitz der Reederei Scandlines Danmark A/S, die unter dem Dach der Scandlines GmbH steht und Fähren in der Ostsee betreibt. Neben dem Fährhafen Rødby Færgehavn gehören zu Rødbyhavn die zwei westlich gelegenen Hafenbecken Vestre Havn und Nordre Havn. Zum Hafen, der vor der offenen See durch zwei Molen geschützt ist, führt eine 8,5 m tiefe und etwa ein Kilometer lange Fahrrinne. Der Sportschifffahrt steht eine begrenzte Anzahl an Plätzen im Vestre und Nordre Havn als Liegeplatz zur Verfügung.

## Sonstiges
- Der Fährbetrieb zwischen Rødbyhavn und Puttgarden bildet die Szenerie in dem Roman Rødby–Puttgarden (2005, dt. 2010) der lolländischen Schriftstellerin Helle Helle.
- Der Bag-Hyldehøj (auch Rødby Hyldehøj genannt) ist ein Ganggrab (dän. Jættestue) mit einer Nebenkammer. Nur 30 derartige Anlagen findet man auf Lolland. Der Bag-Hyldehøj liegt östlich von Rødbyhavn.